# Stazione di Bruzolo di Susa
Stazione di Bruzolo di Susa vasútállomás Olaszországban, Bruzolo településen.

## Vasútvonalak
Az állomást az alábbi vasútvonalak érintik:
- Torino–Modane-vasútvonal

## Kapcsolódó állomások
A vasútállomáshoz az alábbi állomások vannak a legközelebb:
- Stazione di Bussoleno
- Stazione di Borgone